# Oryzopsis virescens
Oryzopsis virescens là một loài thực vật có hoa trong họ Hòa thảo. Loài này được (Trin.) Beck mô tả khoa học đầu tiên năm 1890.